# 加里·伊尔曼
加里·伊尔曼（英語：Gary Ilman，1943年8月13日—），美国男子游泳运动员。他曾代表美国参加1964年夏季奥林匹克运动会游泳比赛，获得男子4×100米自由泳接力和男子4×200米自由泳接力金牌。